# 园城墓地
园城墓地，位于中国青海省循化县洪水镇袁家庄村，为青海省市县级文物保护单位，公布日期为2003年6月20日，类型为古墓葬。
园城墓地的历史年代为青铜时代。